# Pallanuoto ai Giochi della XIV Olimpiade
Il torneo olimpico di pallanuoto dei Giochi di Londra è stato il decimo della storia e si è disputato dal 29 luglio al 7 agosto 1948. Hanno preso parte al torneo 18 squadre nazionali che sono affrontate negli impianti dell'Empire Pool di Wembley e della piscina di Finchley.
La formula di questa edizione è stata simile a quella del torneo precedente. Si sono disputate quattro successive fasi a gironi: da ciascun gruppo le prime due classificate si sono qualificate per la fase seguente, ereditando i punteggi degli scontri diretti.
Nel girone finale per l'assegnazione delle medaglie, l'Italia ha conquistato il suo primo oro olimpico precedendo i campioni uscenti dell'Ungheria e l'Paesi Bassi.

## Podio
| Evento              | Oro    | Argento  | Bronzo      |
| Pallanuoto maschile | Italia | Ungheria | Paesi Bassi |

## Squadre partecipanti
GRUPPO A
- Belgio
- Stati Uniti
- Uruguay

GRUPPO B
- Spagna
- Svezia
- Svizzera

GRUPPO C
- Cile
- India
- Paesi Bassi

GRUPPO D
- Australia
- Italia
- Jugoslavia

GRUPPO E
- Egitto
- Gran Bretagna
- Ungheria

GRUPPO F
- Argentina
- Francia
- Grecia

## Primo turno

### Gruppo A
|    | Squadra     | Pti | G | V | P | S | GF | GS | Diff |
| -- | ----------- | --- | - | - | - | - | -- | -- | ---- |
| 1. | Belgio      | 3   | 2 | 1 | 1 | 0 | 14 | 5  | +9   |
| 2. | Stati Uniti | 3   | 2 | 1 | 1 | 0 | 11 | 4  | +7   |
| 3. | Uruguay     | 0   | 2 | 0 | 0 | 2 | 1  | 17 | -16  |

| Data      | Ora | Partita     | Partita | Partita     |
| --------- | --- | ----------- | ------- | ----------- |
| 30 luglio | -   | Belgio      | 10 - 1  | Uruguay     |
| 30 luglio | -   | Stati Uniti | 7 - 0   | Uruguay     |
| 31 luglio | -   | Belgio      | 4 - 4   | Stati Uniti |

### Gruppo B
|    | Squadra  | Pti | G | V | P | S | GF | GS | Diff |
| -- | -------- | --- | - | - | - | - | -- | -- | ---- |
| 1. | Svezia   | 4   | 2 | 2 | 0 | 0 | 10 | 2  | +8   |
| 2. | Spagna   | 2   | 2 | 1 | 0 | 1 | 6  | 5  | +1   |
| 3. | Svizzera | 0   | 2 | 0 | 0 | 2 | 2  | 11 | -9   |

| Data      | Ora | Partita | Partita | Partita  |
| --------- | --- | ------- | ------- | -------- |
| 29 luglio | -   | Svezia  | 6 - 1   | Svizzera |
| 30 luglio | -   | Svezia  | 7 - 0   | Spagna   |
| 31 luglio | -   | Spagna  | 5 - 1   | Svizzera |

### Gruppo C
|    | Squadra     | Pti | G | V | P | S | GF | GS | Diff |
| -- | ----------- | --- | - | - | - | - | -- | -- | ---- |
| 1. | Paesi Bassi | 4   | 2 | 2 | 0 | 0 | 26 | 1  | +25  |
| 2. | India       | 2   | 2 | 1 | 0 | 1 | 8  | 16 | -8   |
| 3. | Cile        | 0   | 2 | 0 | 0 | 2 | 4  | 21 | -17  |

| Data      | Ora | Partita     | Partita | Partita |
| --------- | --- | ----------- | ------- | ------- |
| 30 luglio | -   | Paesi Bassi | 12 - 1  | India   |
| 30 luglio | -   | India       | 7 - 4   | Cile    |
| 31 luglio | -   | Paesi Bassi | 14 - 0  | Cile    |

### Gruppo D
|    | Squadra    | Pti | G | V | P | S | GF | GS | Diff |
| -- | ---------- | --- | - | - | - | - | -- | -- | ---- |
| 1. | Italia     | 3   | 2 | 1 | 1 | 0 | 13 | 4  | +9   |
| 2. | Jugoslavia | 3   | 2 | 1 | 1 | 0 | 16 | 7  | +9   |
| 3. | Australia  | 0   | 2 | 0 | 0 | 2 | 3  | 21 | -17  |

| Data      | Ora | Partita    | Partita | Partita    |
| --------- | --- | ---------- | ------- | ---------- |
| 30 luglio | -   | Italia     | 9 - 0   | Australia  |
| 30 luglio | -   | Jugoslavia | 12 - 3  | Australia  |
| 1º agosto | -   | Italia     | 4 - 4   | Jugoslavia |

### Gruppo E
|    | Squadra       | Pti | G | V | P | S | GF | GS | Diff |
| -- | ------------- | --- | - | - | - | - | -- | -- | ---- |
| 1. | Ungheria      | 4   | 2 | 2 | 0 | 0 | 16 | 4  | +12  |
| 2. | Egitto        | 1   | 2 | 0 | 1 | 1 | 5  | 8  | -3   |
| 3. | Gran Bretagna | 1   | 2 | 0 | 1 | 1 | 5  | 14 | -9   |

| Data      | Ora | Partita  | Partita | Partita       |
| --------- | --- | -------- | ------- | ------------- |
| 31 luglio | -   | Ungheria | 11 - 2  | Gran Bretagna |
| 31 luglio | -   | Egitto   | 3 - 3   | Gran Bretagna |
| 1º agosto | -   | Ungheria | 5 - 2   | Egitto        |

### Gruppo F
|    | Squadra   | Pti | G | V | P | S | GF | GS | Diff |
| -- | --------- | --- | - | - | - | - | -- | -- | ---- |
| 1. | Francia   | 4   | 2 | 2 | 0 | 0 | 11 | 2  | +9   |
| 2. | Argentina | 2   | 2 | 1 | 0 | 1 | 7  | 6  | +1   |
| 3. | Grecia    | 0   | 2 | 0 | 0 | 2 | 3  | 13 | -10  |

| Data      | Ora | Partita   | Partita | Partita   |
| --------- | --- | --------- | ------- | --------- |
| 30 luglio | -   | Francia   | 4 - 1   | Argentina |
| 30 luglio | -   | Argentina | 6 - 2   | Grecia    |
| 31 luglio | -   | Francia   | 7 - 1   | Grecia    |

## Secondo turno

### Gruppo G
|    | Squadra     | Pti | G | V | P | S | GF | GS | Diff |
| -- | ----------- | --- | - | - | - | - | -- | -- | ---- |
| 1. | Svezia      | 3   | 2 | 1 | 1 | 0 | 8  | 1  | +7   |
| 2. | Belgio      | 2   | 2 | 0 | 2 | 0 | 5  | 5  | 0    |
| 3. | Stati Uniti | 1   | 2 | 0 | 1 | 1 | 4  | 11 | -7   |

| Data     | Ora | Partita | Partita | Partita     |
| -------- | --- | ------- | ------- | ----------- |
| 2 agosto | -   | Belgio  | 1 - 1   | Svezia      |
| 3 agosto | -   | Svezia  | 7 - 0   | Stati Uniti |

### Gruppo H
|    | Squadra     | Pti | G | V | P | S | GF | GS | Diff |
| -- | ----------- | --- | - | - | - | - | -- | -- | ---- |
| 1. | Paesi Bassi | 4   | 2 | 2 | 0 | 0 | 17 | 3  | +14  |
| 2. | Spagna      | 2   | 2 | 1 | 0 | 1 | 13 | 6  | +7   |
| 3. | India       | 0   | 2 | 0 | 0 | 2 | 2  | 23 | -19  |

| Data     | Ora | Partita     | Partita | Partita |
| -------- | --- | ----------- | ------- | ------- |
| 2 agosto | -   | Paesi Bassi | 5 - 2   | Spagna  |
| 3 agosto | -   | Spagna      | 11 - 1  | India   |

### Gruppo I
|    | Squadra    | Pti | G | V | P | S | GF | GS | Diff |
| -- | ---------- | --- | - | - | - | - | -- | -- | ---- |
| 1. | Italia     | 3   | 2 | 1 | 1 | 0 | 8  | 7  | +1   |
| 2. | Ungheria   | 2   | 2 | 1 | 0 | 1 | 6  | 5  | +1   |
| 3. | Jugoslavia | 1   | 2 | 0 | 1 | 1 | 5  | 7  | -2   |

| Data     | Ora | Partita  | Partita | Partita    |
| -------- | --- | -------- | ------- | ---------- |
| 2 agosto | -   | Italia   | 4 - 3   | Ungheria   |
| 2 agosto | -   | Ungheria | 3 - 1   | Jugoslavia |

### Gruppo J
|    | Squadra   | Pti | G | V | P | S | GF | GS | Diff |
| -- | --------- | --- | - | - | - | - | -- | -- | ---- |
| 1. | Francia   | 3   | 2 | 1 | 1 | 0 | 7  | 4  | +3   |
| 2. | Egitto    | 2   | 2 | 0 | 2 | 0 | 7  | 7  | 0    |
| 3. | Argentina | 1   | 2 | 0 | 1 | 1 | 5  | 8  | -3   |

| Data     | Ora | Partita | Partita | Partita   |
| -------- | --- | ------- | ------- | --------- |
| 2 agosto | -   | Egitto  | 3 - 3   | Francia   |
| 2 agosto | -   | Egitto  | 4 - 4   | Argentina |

## Terzo turno

### Gruppo K
|    | Squadra     | Pti | G | V | P | S | GF | GS | Diff |
| -- | ----------- | --- | - | - | - | - | -- | -- | ---- |
| 1. | Paesi Bassi | 5   | 3 | 2 | 1 | 0 | 13 | 8  | +5   |
| 2. | Belgio      | 4   | 3 | 1 | 2 | 0 | 8  | 5  | +3   |
| 3. | Svezia      | 3   | 3 | 1 | 1 | 1 | 8  | 7  | +1   |
| 4. | Spagna      | 0   | 3 | 0 | 0 | 3 | 4  | 13 | -9   |

| Data     | Ora | Partita     | Partita | Partita     |
| -------- | --- | ----------- | ------- | ----------- |
| 4 agosto | -   | Belgio      | 3 - 3   | Paesi Bassi |
| 5 agosto | -   | Paesi Bassi | 5 - 3   | Svezia      |
| 5 agosto | -   | Belgio      | 5 - 1   | Spagna      |

### Gruppo L
|    | Squadra  | Pti | G | V | P | S | GF | GS | Diff |
| -- | -------- | --- | - | - | - | - | -- | -- | ---- |
| 1. | Italia   | 6   | 3 | 3 | 0 | 0 | 14 | 6  | +8   |
| 2. | Ungheria | 4   | 3 | 2 | 0 | 1 | 13 | 10 | +3   |
| 3. | Francia  | 1   | 3 | 0 | 1 | 2 | 9  | 13 | -4   |
| 4. | Egitto   | 1   | 3 | 0 | 1 | 2 | 6  | 13 | -7   |

| Data     | Ora | Partita  | Partita | Partita |
| -------- | --- | -------- | ------- | ------- |
| 4 agosto | -   | Italia   | 5 - 1   | Egitto  |
| 4 agosto | -   | Ungheria | 5 - 4   | Francia |
| 5 agosto | -   | Italia   | 5 - 2   | Francia |

## Turno finale

### Gruppo 1º-4º posto
|         | Squadra     | Pti | G | V | P | S | GF | GS | Diff |
| ------- | ----------- | --- | - | - | - | - | -- | -- | ---- |
| Oro     | Italia      | 6   | 3 | 3 | 0 | 0 | 12 | 7  | +5   |
| Argento | Ungheria    | 3   | 3 | 1 | 1 | 1 | 10 | 8  | +2   |
| Bronzo  | Paesi Bassi | 2   | 3 | 0 | 2 | 1 | 9  | 11 | -2   |
| 4.      | Belgio      | 1   | 3 | 0 | 1 | 2 | 5  | 10 | -5   |

| Data     | Ora | Partita     | Partita | Partita     |
| -------- | --- | ----------- | ------- | ----------- |
| 6 agosto | -   | Paesi Bassi | 4 - 4   | Ungheria    |
| 6 agosto | -   | Italia      | 4 - 2   | Belgio      |
| 7 agosto | -   | Ungheria    | 5 - 0   | Belgio      |
| 7 agosto | -   | Italia      | 4 - 2   | Paesi Bassi |

### Gruppo 5º-8º posto
|    | Squadra | Pti | G | V | P | S | GF | GS | Diff |
| -- | ------- | --- | - | - | - | - | -- | -- | ---- |
| 5. | Svezia  | 5   | 3 | 2 | 1 | 0 | 8  | 4  | +1   |
| 6. | Francia | 4   | 3 | 1 | 2 | 0 | 6  | 5  | +1   |
| 7. | Egitto  | 3   | 3 | 1 | 1 | 1 | 8  | 7  | +1   |
| 8. | Spagna  | 0   | 3 | 0 | 0 | 3 | 3  | 9  | -6   |

| Data     | Ora | Partita | Partita | Partita |
| -------- | --- | ------- | ------- | ------- |
| 6 agosto | -   | Svezia  | 3 - 2   | Egitto  |
| 6 agosto | -   | Francia | 2 - 1   | Spagna  |
| 7 agosto | -   | Egitto  | 3 - 1   | Spagna  |
| 7 agosto | -   | Svezia  | 1 - 1   | Francia |

## Classifica finale
| Campione Olimpico | Campione Olimpico | Campione Olimpico |
| --- | ----------------- | --- |
| ItaliaArena, Bulgarelli, Buonocore, Ghira, Majoni, Ognio, G. Pandolfini, T. Pandolfini, Rubini, Fabiano, Toribolo, CT: Giuseppe Valle |                   | |
| Argento | Ungheria          | UngheriaBrandi · Pók · Csuvik · Fábián · Gyarmati · Győrfi · Holop · Jeney · Lemhényi · Szittya · Szívós, CT: János Németh                           |
| Bronzo | Paesi Bassi       | Paesi BassiBraasem · Keetelaar · Korevaar · Rohner · Ruimschotel · Salomons · Smol · Stam · van Feggelen · Cabout · Smael, CT: Frans Kuijper         |
| 4. | Belgio            | BelgioDe Smet • De Pauw • Leenheere • D'Hooge • Rigaumont • Isselé • Simons • Martin • Maesschalck • Pepermans • Vlerick, CT: -                      |
| 5. | Svezia            | SveziaÖberg • Holm • R. Julin • Spångberg • Jutner • Johansson • A. Julin • Eriksson • Gadd • Ohlson • Ericsson, CT: -                               |
| 6. | Francia           | FranciaDésbonnet • Lefèbvre • Le Bras • Diener • Himgi • Dewasch • Berthe • Massol • Viaene • Bermyn • Spilliaert, CT: -                             |
| 7. | Egitto            | EgittoNessim • El-Gamal • Khadry • Haraga • El-Said • Khalifa • Gharbo • Hemmat • El-Sha'rawi • M. Ali El-Din • A.E.Z.A. Hatab • M.G. Khalifa, CT: - |
| 8. | Spagna            | SpagnaSerrat • Pujol • Falp • Martí • Castillo • Mestres • Sabate • Sabata • Salvadores, CT: -                                                       |
| 9. | Jugoslavia        | JugoslaviaKovačić • Bakašun • Giovanelli • Curtini • Brainović • Ciganović • Grkinić • Amšel • Štakula • Radić • Strmac, CT: -                       |
| 9. | Argentina         | ArgentinaCodaro, Filiberti, Maidana, Prono, Szabo, C. Visentín, M. Visentín, Díez, Fijalkauskas, Sebastián, Trimboli, CT: -                          |
| 9. | Stati Uniti       | Stati UnitiBudelman • Case • Beck • Christensen • Dash • Fiske • Bray • Knox • Miller • Tierney • Walton, CT: Austin Clapp                           |
| 9. | India             | IndiaSeal • Sa. Chatterjee • Su. Chatterjee • Murarji • D. Das • J. Das • Nag • Mansoor • Ahir • Chatterjee • Mitra, CT: -                           |
| 13. | Gran Bretagna     | Gran BretagnaJohnson • Potter • Murray • Hardie • Brand • Garforth • Gentleman • Lewis • Jones • Mitchell • Webber, CT: -                            |
| 13. | Svizzera          | SvizzeraGrosjean • Klumpp • E. Hauser • G. Hauser • Sauer • Weibel • Keller • H. Burri • W. Marty • Vaterlaus, CT: -                                 |
| 13. | Grecia            | GreciaMonastīriōtīs • Papastefanou • Zōgrafos • Provatopoulos • Stampolīs • Papadopoulos • Melanofeidīs • Mprousalīs • Chatzīkyriakakīs, CT:         |
| 13. | Uruguay           | UruguayPereira • López • Costemalle • Gabriel • Buceta • Mariño • Abella • R. Castro • Álvarez • J. Castro • García • Iocco, CT: -                   |
| 13. | Cile              | CileT. Salah • L. Aguirrebeña • Froimovich • P. Aguirrebeña • Hurtado • J. Salah • Törnvall • Martínez • A. Herrera • Trupp, CT: -                   |
| 13. | Australia         | AustraliaDalley • King • Johnston • McKay • L. Ferguson • Burge • Doerner • French • Cornforth • J. Ferguson • Phillips, CT: -                       |

## Fonti
- (EN)  Comitato Olimpico Internazionale: database medaglie olimpiche.
- (EN)  Comitato Organizzatore, The official report of the organising committee for the XIV Olympiad, 1948, pagg. 49, 408-475 (la84foundation.org Archiviato l'8 aprile 2008 in Internet Archive.).